# Washington State Ferries
La Washington State Ferries (WSF) è un'agenzia governativa che opera nei servizi di traghettamento passeggeri e automobilistocio nello stato di Washington dei Stati Uniti ed è parte del Washington State Department of Transportation. Opera su 10 rotte e 20 diversi terminal situati nello stretto di Puget e presso le San Juan Islands, progettato come parte del sistema autostradale dello stato di Washington. L'agenzia dispone della più vasta flotta di traghetti degli Stati Uniti con 21 navi.

## Storia
Il sistema di traghetti ha le sue origini nella "mosquito fleet", un insieme di piccole linee operate da piroscafi che servivano l'area dello stretto di Puget durante la seconda parte del diciannovesimo secolo e l'inizio del XX secolo. All'inizio degli anni 1930 rimanevano attive solo due compagnie: la Puget Sound Navigation Company (conosciuta come Black Ball Line) e la Kitsap County Transportation Company. Un sciopero nel 1935 causò la chiusura della KCTC, lasciando solo la Black Ball Line.
Verso la fine degli anni 1940, la Black Ball Line voleva aumentare le sue tariffe, per compensare l'aumento delle richieste salariali da parte dei sindacati dei lavoratori dei traghetti, ma lo stato si rifiutò di consentirlo, e così la linea Black Ball venne interrotta. Nel 1951, lo stato acquistò quasi tutte le attività dei traghetti della Black Ball per 5 milioni di dollari (Black Ball mantenne cinque navi della sua flotta). Lo stato intendeva gestire il servizio di traghetti solo fino a quando non fosse stato possibile costruire ponti di attraversamento, ma questi non furono mai approvati e il Dipartimento dei trasporti dello Stato di Washington gestisce il sistema ancora oggi.

## Rotte
| Nome rotta                                                                           | Terminal                       | Terminal                       | Terminal                       | Terminal                   | Passeggeri annui | Veicoli trasportati annualmente | Note |
| ------------------------------------------------------------------------------------ | ------------------------------ | ------------------------------ | ------------------------------ | -------------------------- | ---------------- | ------------------------------- | --- |
| Anacortes–Sidney BC (Temporaneamente sospesa a causa delle restrizione del COVID-19) | Sidney (Columbia Britannica)   | Friday Harbor, San Juan Island | Friday Harbor, San Juan Island | Anacortes                  | 123,001          | 42,589                          | - Raccomandata prenotazione - Sola rotta internazionale - Rotta non operata in inverno (aperta dalla metà di Marzo alla metà di Dicembre) |
| Anacortes–San Juan Islands                                                           | Friday Harbor, San Juan Island | Friday Harbor, San Juan Island | Friday Harbor, San Juan Island | Anacortes                  | 2,009,438        | 947,064                         | - Raccomandata prenotazione - Non tutte le corse fermano in tutte le isole.                                                               |
| Anacortes–San Juan Islands                                                           | Lopez Island                   |                                |                                | Anacortes                  | 2,009,438        | 947,064                         | - Raccomandata prenotazione - Non tutte le corse fermano in tutte le isole.                                                               |
| Anacortes–San Juan Islands                                                           | Shaw Island                    |                                |                                | Anacortes                  | 2,009,438        | 947,064                         | - Raccomandata prenotazione - Non tutte le corse fermano in tutte le isole.                                                               |
| Anacortes–San Juan Islands                                                           | Orcas Island                   |                                |                                | Anacortes                  | 2,009,438        | 947,064                         | - Raccomandata prenotazione - Non tutte le corse fermano in tutte le isole.                                                               |
| Interisland                                                                          | Friday Harbor, San Juan Island | Orcas Island                   | Shaw Island                    | Lopez Island               | 2,009,438        | 947,064                         | |
| Port Townsend–Coupeville                                                             | Port Townsend                  | Port Townsend                  | Port Townsend                  | Coupeville, Whidbey Island | 819,285          | 372,130                         | - Raccomandata prenotazione |
| Mukilteo–Clinton                                                                     | Clinton, Whidbey Island        | Clinton, Whidbey Island        | Clinton, Whidbey Island        | Mukilteo                   | 4,073,761        | 2,234,650                       | |
| Edmonds–Kingston                                                                     | Kingston                       | Kingston                       | Kingston                       | Edmonds                    | 4,114,181        | 2,127,315                       | |
| Seattle–Bainbridge Island                                                            | Winslow, Bainbridge Island     | Winslow, Bainbridge Island     | Winslow, Bainbridge Island     | Seattle (Colman Dock)      | 6,429,853        | 1,929,617                       | |
| Seattle–Bremerton                                                                    | Bremerton                      | Bremerton                      | Bremerton                      | Seattle (Colman Dock)      | 2,739,926        | 673,815                         | |
| Fauntleroy–Vashon                                                                    | Vashon Island                  | Vashon Island                  | Vashon Island                  | West Seattle (Fauntleroy)  | 3,059,587        | 1,738,721                       | - Tutte e tre operano insieme come rotta triangolare.                                                                                     |
| Fauntleroy–Southworth                                                                | Southworth                     | Southworth                     | Southworth                     | West Seattle (Fauntleroy)  | 3,059,587        | 1,738,721                       | - Tutte e tre operano insieme come rotta triangolare.                                                                                     |
| Southworth–Vashon                                                                    | Southworth                     | Southworth                     | Southworth                     | Vashon Island              | 200,672          | 109,548                         | - Tutte e tre operano insieme come rotta triangolare.                                                                                     |
| Point Defiance–Tahlequah                                                             | Tahlequah, Vashon Island       | Tahlequah, Vashon Island       | Tahlequah, Vashon Island       | Tacoma (Point Defiance)    | 812,786          | 473,924                         | |

### Rotte cessate
- Agate Pass, sostituita dall'Agate Pass Bridge il 7 ottobre 1950[4]
- Edmonds–Port Ludlow
- Port Gamble–Shine, sostituita dalla rotta South Point il 10 giugno 1950[4]
- Seattle–Suquamish, dismessa a partire al 1º ottobre 1951
- South Point–Lofall, sostituita dalla Hood Canal Bridge nel 1961
- Tacoma Narrows, sostituita dalla Tacoma Narrows Bridge nel 1940 ma reintegrata dal 1940 al 1950[4]

## Flotta

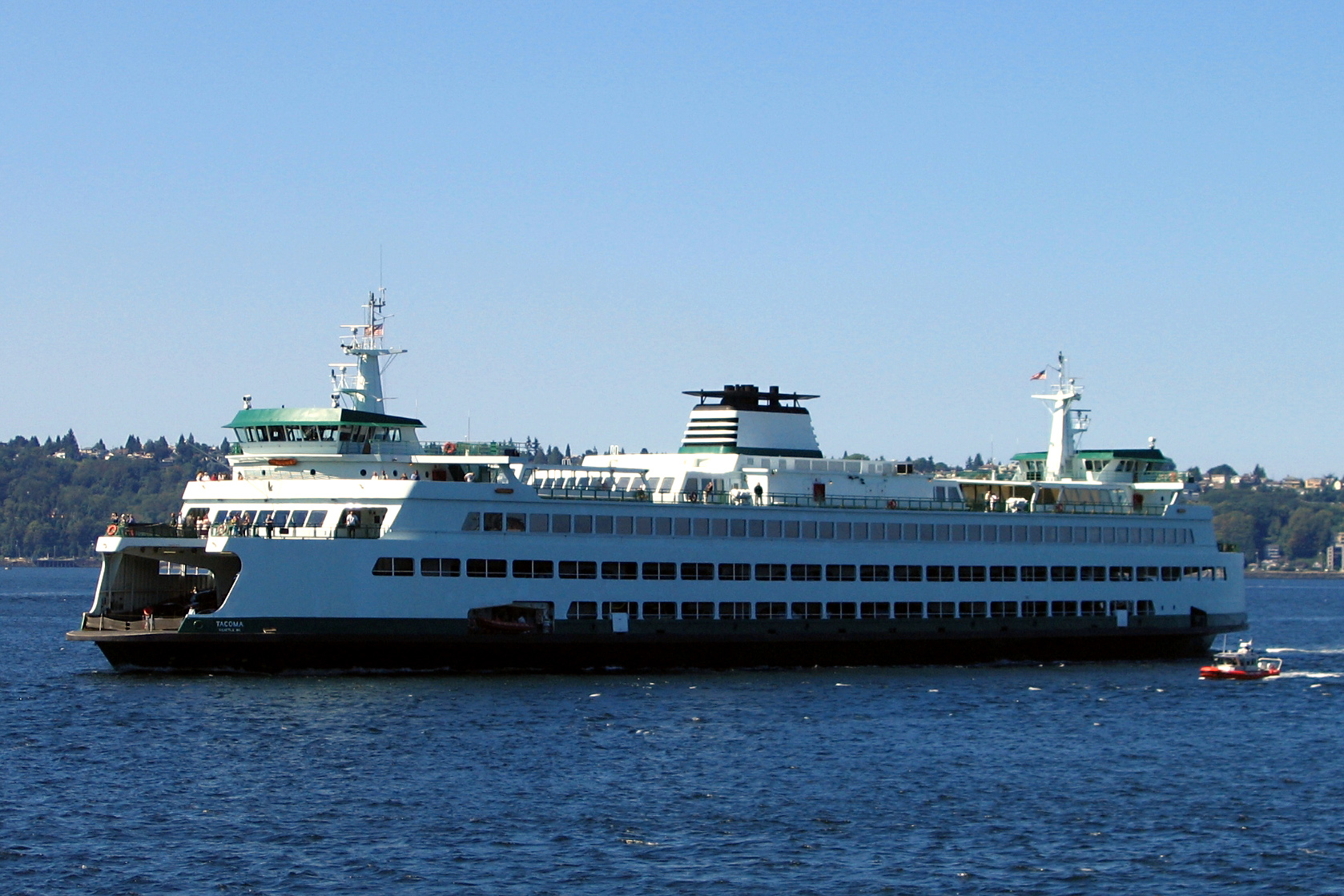
Washington State Ferry Tacoma

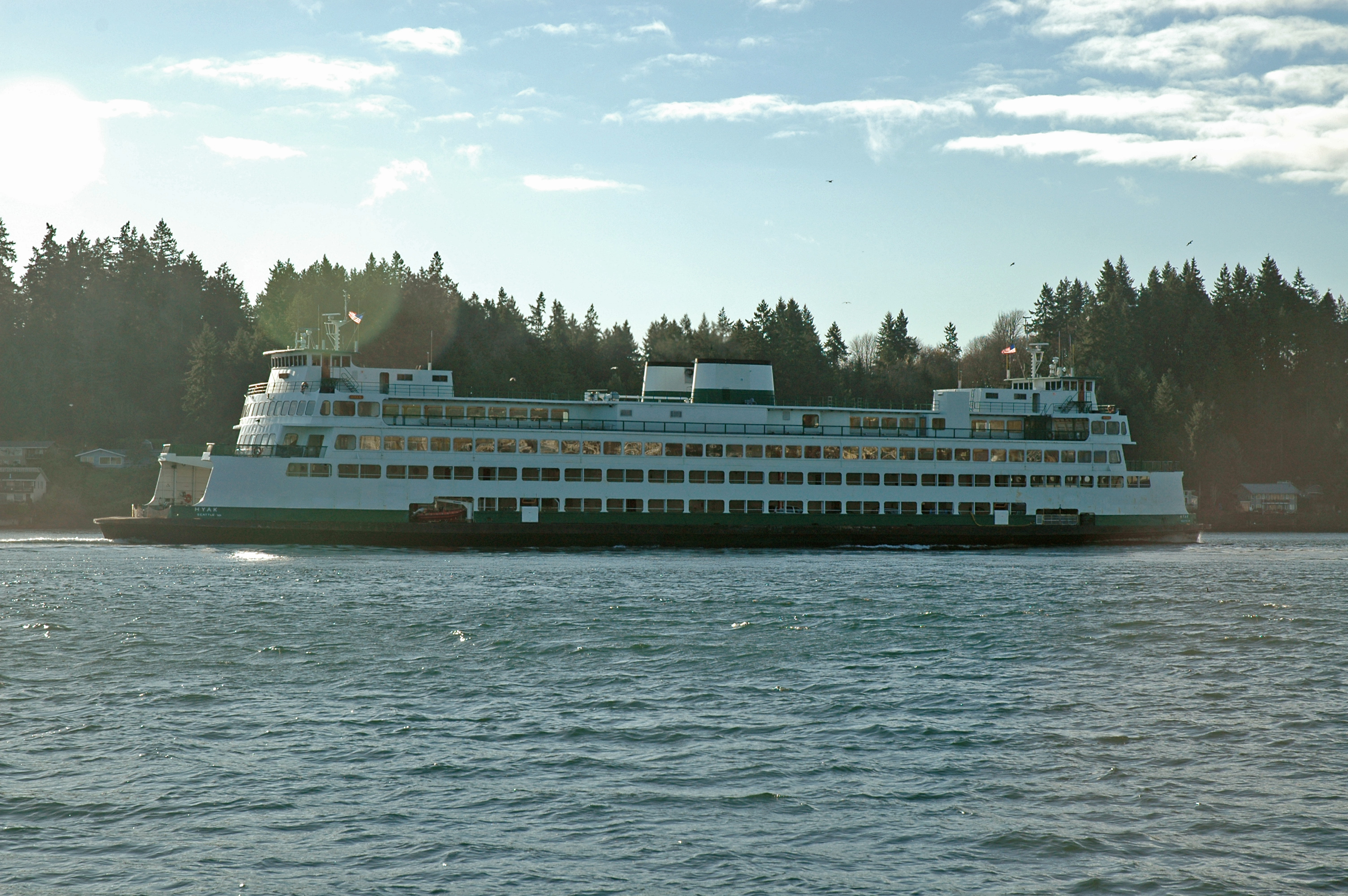
The Hyak presso il Rich Passage diretta a Bremerton, WA

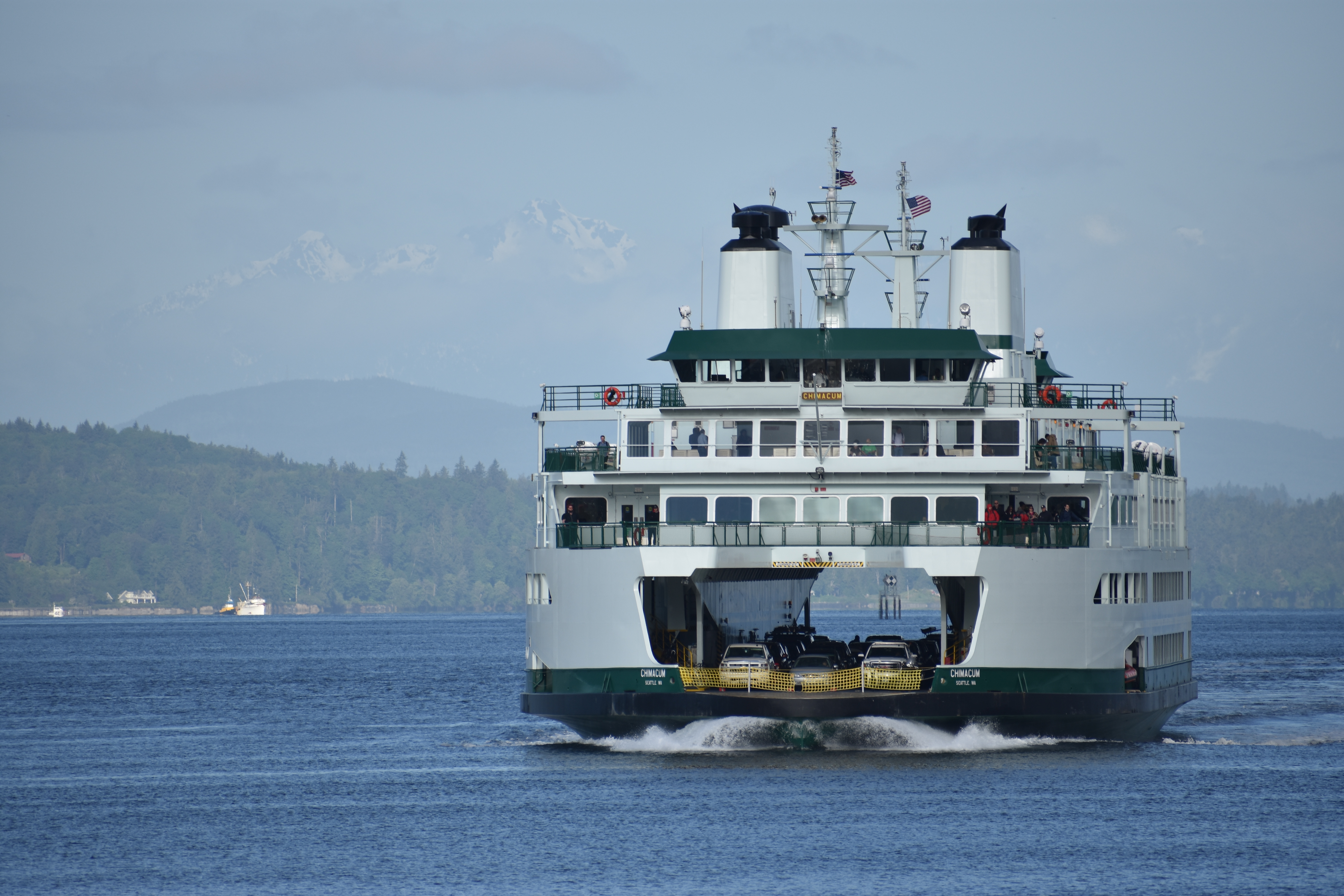
La MV Chimacum arriva a Seattle per la prima volta con passeggeri a bordo il 24 maggio del 2017.

Nel 2020 l'agenzia disponeva di 21 traghetti operativi nello stretto di Puget. Le navi più grandi di questa flotta trasportano fino a 2 500 passeggeri e 202 veicoli. Sono identificabili da un caratteristico schema di verniciatura con finiture bianche e verdi e presentano ponti per veicoli aperti a ciascuna estremità in modo che non debbano girarsi.
WSF prevedeva di elettrificare la sua flotta entro 20 anni. Entro il 2024, intende costruire 16 nuove navi ibride-elettriche e convertirne altre sei alla propulsione ibrida. Ciò ridurrà le emissioni di carbonio fino a 180.000 tonnellate all'anno e farà risparmiare 19 milioni di dollari all'anno sui costi del carburante diesel.
La flotta di traghetti è composta dalle seguenti navi:
| Classe          | Nome del traghetto | Anno di costruzione | Capacità automobili | Capacità passeggeri | Velocità        | Note |
| --------------- | ------------------ | ------------------- | ------------------- | ------------------- | --------------- | --- |
| Evergreen State | MV Tillikum        | 1959                | 87                  | 1,061               | 13 kn (24 km/h) | |
| Super           | MV Kaleetan        | 1967                | 144                 | 2,000               | 17 kn (31 km/h) | |
| Super           | MV Yakima          | 1967                | 144                 | 2,000               | 17 kn (31 km/h) | |
| Jumbo           | MV Spokane         | 1972                | 188                 | 2,000               | 18 kn (33 km/h) | |
| Jumbo           | MV Walla Walla     | 1973                | 188                 | 2,000               | 18 kn (33 km/h) | |
| Issaquah        | MV Issaquah        | 1979                | 124                 | 1,200               | 16 kn (30 km/h) | Capacità di trasposto auto aumentata nel 1989.                                                                                         |
| Issaquah        | MV Kittitas        | 1980                | 124                 | 1,200               | 16 kn (30 km/h) | Capacità di trasposto auto aumentata nel 1990.                                                                                         |
| Issaquah        | MV Kitsap          | 1980                | 124                 | 1,200               | 16 kn (30 km/h) | Capacità di trasposto auto aumentata nel 1992.                                                                                         |
| Issaquah        | MV Cathlamet       | 1981                | 124                 | 1,200               | 16 kn (30 km/h) | Capacità di trasposto auto aumentata nel 1993.                                                                                         |
| Issaquah        | MV Chelan          | 1981                | 124                 | 1,076               | 16 kn (30 km/h) | Capacità di trasposto auto aumentata nel 2001. Aggiornata per rientrare negli standard di sicurezza internazionale del SOLAS nel 2005. |
| Issaquah        | MV Sealth          | 1982                | 90                  | 1,200               | 16 kn (30 km/h) | |
| Jumbo Mark-II   | MV Tacoma          | 1997                | 202                 | 2,500               | 18 kn (33 km/h) | |
| Jumbo Mark-II   | MV Wenatchee       | 1998                | 202                 | 2,500               | 18 kn (33 km/h) | |
| Jumbo Mark-II   | MV Puyallup        | 1999                | 202                 | 2,500               | 18 kn (33 km/h) | |
| Kwa-di Tabil    | MV Chetzemoka      | 2010                | 64                  | 750                 | 15 kn (28 km/h) | |
| Kwa-di Tabil    | MV Salish          | 2011                | 64                  | 750                 | 15 kn (28 km/h) | |
| Kwa-di Tabil    | MV Kennewick       | 2011                | 64                  | 750                 | 15 kn (28 km/h) | |
| Olympic         | MV Tokitae         | 2014                | 144                 | 1,500               | 17 kn (31 km/h) | |
| Olympic         | MV Samish          | 2015                | 144                 | 1,500               | 17 kn (31 km/h) | |
| Olympic         | MV Chimacum        | 2017                | 144                 | 1,500               | 17 kn (31 km/h) | |
| Olympic         | MV Suquamish       | 2018                | 144                 | 1,500               | 17 kn (31 km/h) | |

## Navi ritirate dal servizio

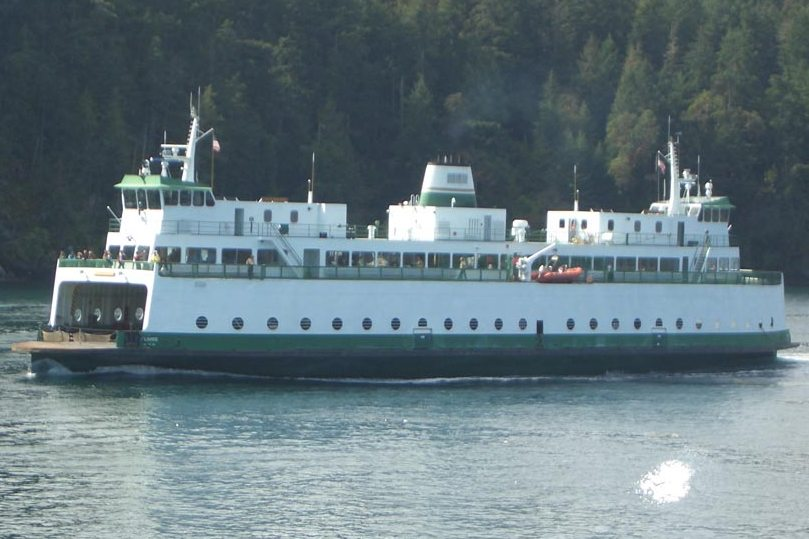
MV Illahee ritirato nel 2007.

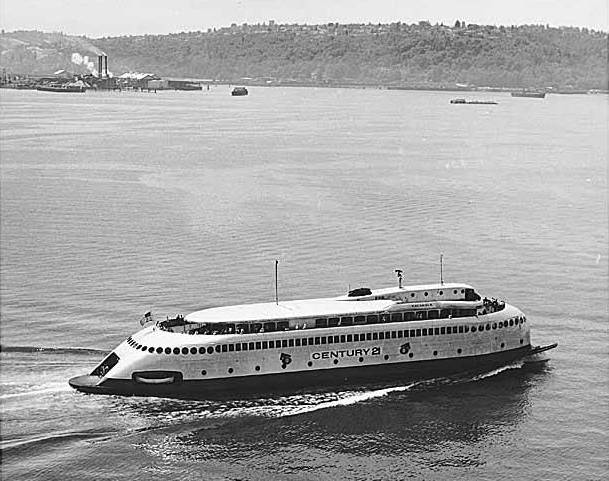
MV Kalakala ritirato nel 1967.

Dall'inizio del servizio dei traghetti statali nel 1951, WSF ha ritirato molte navi poiché sono diventate vecchie, troppo costose da gestire o da mantenere o sono diventate troppo piccole per fornire un servizio di traghetti adeguato. WSF possedeva navi per soli passeggeri tra il 1985 e il 2009, ma dopo aver interrotto le sue due rotte per soli passeggeri negli anni 2000, WSF ha venduto i suoi traghetti per soli passeggeri ad altri operatori.
Di seguito è riportato un elenco di traghetti che la WSF ha ritirato dal 1951. Salvo diversa indicazione, tutte le navi introdotte nel 1951 sono state acquisite dalla Puget Sound Navigation Company (PSN), nota anche come Black Ball Line, quando lo stato ha preso il controllo delle rotte e dei traghetti della compagnia nello stretto di Puget.
| Nome traghetto     | Classe                    | Anno di costruzione (ricostruzione) | Anno di messa in servizio | Anno di ritiro | Capacità trasporto automobili | Capacità trasporto passeggeri | Note |
| ------------------ | ------------------------- | ----------------------------------- | ------------------------- | -------------- | ----------------------------- | ----------------------------- | --- |
| MV Chippewa        | Nessuna                   | 1900 (1928/ 1932)                   | 1951                      | 1964           | 52                            | 950                           | Convertito al trasporto auto nel 1926                                                                                |
| MV Leschi          | Nessuna                   | 1913                                | 1951                      | 1967           | 40                            | 453                           | Precedentemente posseduto dalla Contea di King ed utilizzato sul Lago Washington                                     |
| SS San Mateo       | Nessuna                   | 1922                                | 1951                      | 1969           | 50                            | 659                           | Acquistato dalla PSN nel 1941                                                                                        |
| SS Shasta          | Nessuna                   | 1922                                | 1951                      | 1958           | 55                            | 468                           | Acquistato dalla PSN nel 1941                                                                                        |
| MV Rosario         | Nessuna                   | 1923 (1931)                         | 1951                      | 1951           | 33                            | 312                           | |
| MV Kitsap          | Anderson                  | 1925                                | 1951                      | 1961           | 32                            | 325                           | |
| MV Crosline        | Nessuna                   | 1925 (1947)                         | 1951                      | 1967           | 30                            | 300                           | Acquistato dallo stato nel 1947                                                                                      |
| MV Kehloken        | Wood Electric             | 1926                                | 1951                      | 1972           | 50                            | 770                           | Acquistato dalla PSN nel 1940                                                                                        |
| MV Kalakala        | Nessuna                   | 1926 (1935)                         | 1951                      | 1967           | 110                           | 1943                          | Originariamente costruito come MV Peralta nel 1926; ricostruito come Kalakala nel 1935 usando la chiglia del Peralta |
| MV Enetai          | Steel Electric            | 1927                                | 1951                      | 1967           | 90                            | 1500                          | Acquistato dalla PSN nel 1940 e convertito in traghetto monodirezionale                                              |
| MV Willapa         | Steel Electric            | 1927                                | 1951                      | 1967           | 90                            | 1500                          | Acquistato dalla PSN nel 1940 e convertito in traghetto monodirezionale                                              |
| MV Chetzemoka      | Wood Electric             | 1927                                | 1951                      | 1973           | 50                            | 400                           | Acquistato dalla PSN nel 1938                                                                                        |
| MV Quinault        | Steel Electric            | 1927 (1958/ 1985)                   | 1951                      | 2007           | 59                            | 616                           | Acquistato dalla PSN nel 1940                                                                                        |
| MV Illahee         | Steel Electric            | 1927 (1958/ 1986)                   | 1951                      | 2007           | 59                            | 616                           | Acquistato dalla PSN nel 1940                                                                                        |
| MV Nisqually       | Steel Electric            | 1927 (1958/ 1987)                   | 1951                      | 2007           | 59                            | 616                           | Acquistato dalla PSN nel 1940                                                                                        |
| MV Klickitat       | Steel Electric            | 1927 (1958/ 1981)                   | 1951                      | 2007           | 64                            | 412                           | Acquistato dalla PSN nel 1940                                                                                        |
| MV Klahanie        | Wood Electric             | 1928                                | 1951                      | 1972           | 50                            | 601                           | Acquistato dalla PSN nel 1940                                                                                        |
| MV Skansonia       | Nessuna                   | 1929                                | 1951                      | 1969           | 32                            | 465                           | Operativo sotto contratto statale sin dal 1940 dopo che il primo Ponte di Tacoma Narrows crollò                      |
| MV Vashon          | Anderson                  | 1930                                | 1951                      | 1980           | 50                            | 646                           | |
| MV Olympic         | Nessuna                   | 1938                                | 1954                      | 1993           | 55                            | 605                           | Acquistato dalla WSF nel 1954                                                                                        |
| MV Rhododendron    | Nessuna                   | 1947 (1990)                         | 1954                      | 2012           | 48                            | 546                           | Acquistato dalla WSF nel 1954, sold to Atlantic Capes Fisheries in 2013                                              |
| MV Evergreen State | Evergreen State           | 1954 (1988)                         | 1954                      | 2016           | 87                            | 854                           | |
| MV Kulshan         | Nessuna                   | 1954                                | 1970                      | 1982           | 65                            | 350                           | Acquistato dalla WSF nel 1970, venduto nel 1982 e rinominato MV Governor                                             |
| MV Klahowya        | Evergreen State           | 1958 (1995)                         | 1958                      | 2017           | 87                            | 792                           | |
| MV Hyak            | Super                     | 1966                                | 1967                      | 2019           | 144                           | 2000                          | |
| MV Hiyu            | Nessuna                   | 1967                                | 1967                      | 2016           | 34                            | 199                           | |
| MV Elwha           | Super                     | 1967 (1991)                         | 1968                      | 2020           | 144                           | 1069                          | Aggiornato per rientrare negli standard della convenzione SOLAS                                                      |
| MV Tyee            | Nessuna                   | 1985                                | 1985                      | 2003           | 0                             | 250                           | Operativo come MV Glacier Express presso il Parco nazionale dei Fiordi di Kenai in Alaska fino al 2013               |
| MV Kalama          | Skagit/Kalama             | 1989                                | 1989                      | 2009           | 0                             | 230                           | Venduto nel 2011 |
| MV Skagit          | Skagit/Kalama             | 1989                                | 1989                      | 2009           | 0                             | 230                           | Venduto nel 2011; capsized on July 18, 2012                                                                          |
| MV Chinook         | Passenger-Only Fast Ferry | 1998                                | 1998                      | 2008           | 0                             | 350                           | Venduto to Golden Gate Ferries, rinominato MV Golden Gate                                                            |
| MV Snohomish       | Passenger-Only Fast Ferry | 1999                                | 1999                      | 2008           | 0                             | 350                           | Venduto to Golden Gate Ferries, rinominato MV Napa                                                                   |